# Alianza Social (Bolivien)
Alianza Social (Kurzform: AS) ist eine sozialistische Partei in Bolivien, die im Jahr 2004 regional durch den indigenen Politiker René Joaquino gegründet und im Februar 2006 auf das gesamte Land ausgedehnt wurde.
Grundlage für die Ausdehnung der Partei auf Landesebene war der große Erfolg von Joaquino als Bürgermeister von Potosí, wo er bis zu 65 Prozent der Wähler für sein Wahlprogramm gewinnen konnte. Die Politik der Alianza Social steht anderen Parteien des politisch linken Flügels nahe, wie der Partido Socialista (PS) und der Movimiento al Socialismo (MAS) des bolivianischen Präsidenten Evo Morales. Nach seinem Rücktritt als Bürgermeister konnte Joaquino bei den Präsidentschaftswahlen von 2009 etwa 2,3 Prozent der Wählerstimmen auf sich vereinigen, so dass die Alianza Social mit zwei Abgeordneten im Parlament vertreten ist.